# Roger Westman
Roger Ulick Branch Westman (Jarrow, 16 september 1939 - Londen, 29 april 2020) was een Britse architect. 

## Leven
Westman studeerde aan de Architectural Association School of Architecture in Londen. Hij staat vooral bekend om zijn werk op het gebied van sociale huisvesting en duurzame architectuur.
Westman doceerde architectuur aan de meest prestigieuze architectuurscholen van Europa, waaronder de Architectural Association, de Technische Universiteit Delft, de Technische Universiteit Wenen en ETH Zürich.
In 1984 won Westman een architectuurprijs van ETH Zürich. Hij won verschillende prijzen van het Royal Institute of British Architects. 

## Fotogalerij

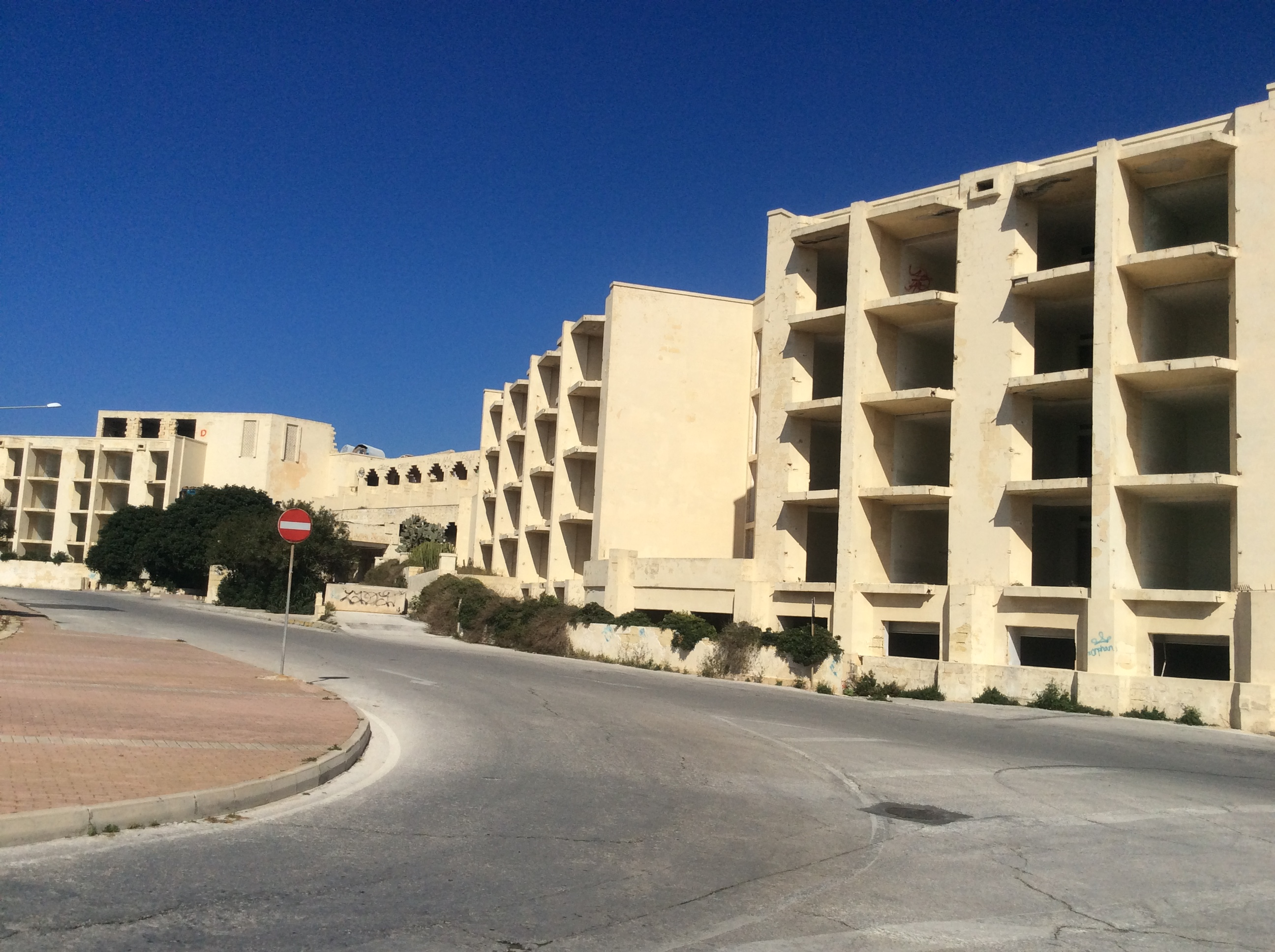
Jerma Palace Hotel op Malta
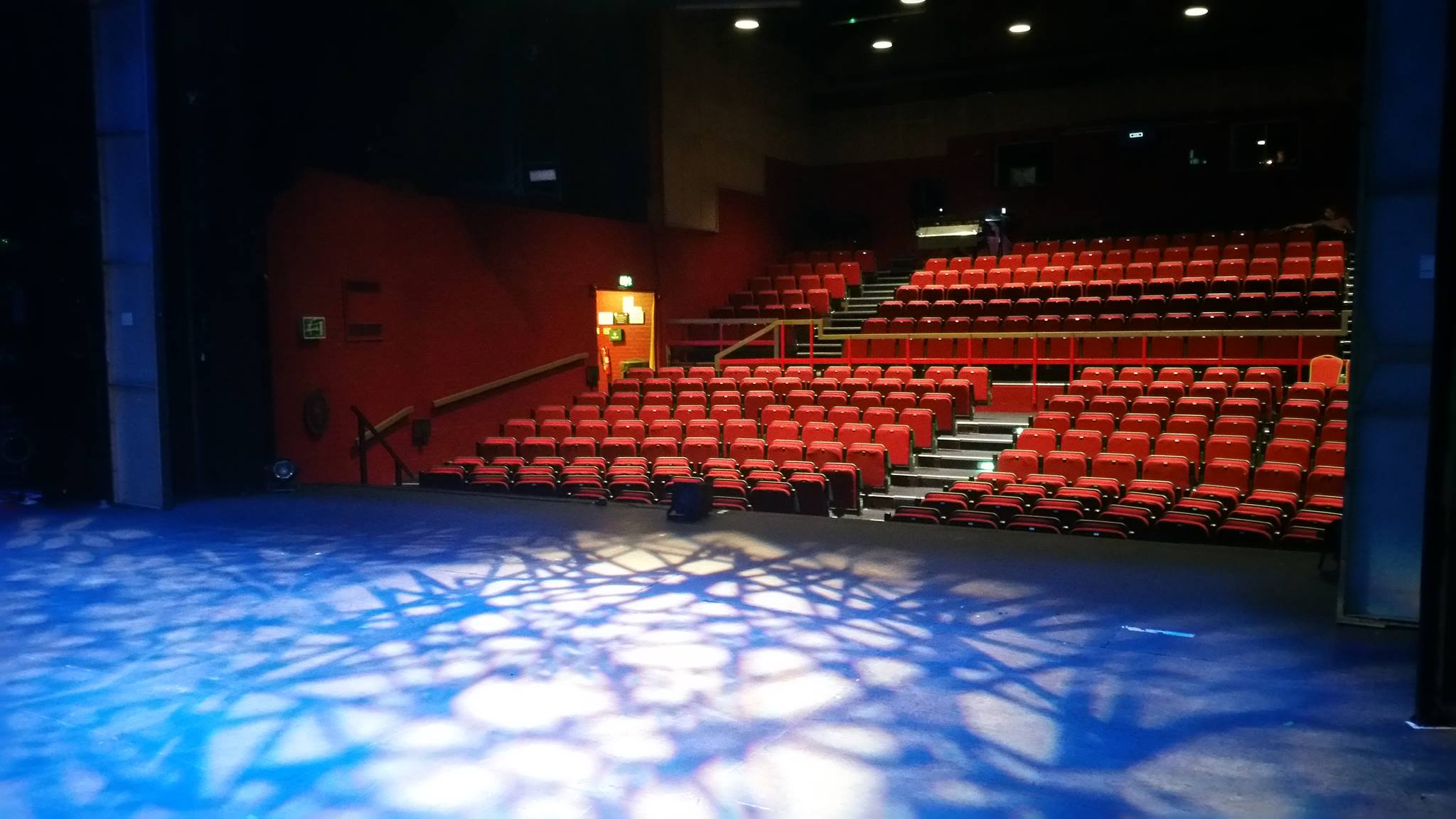
Alexandra Theatre in Bognor Regis
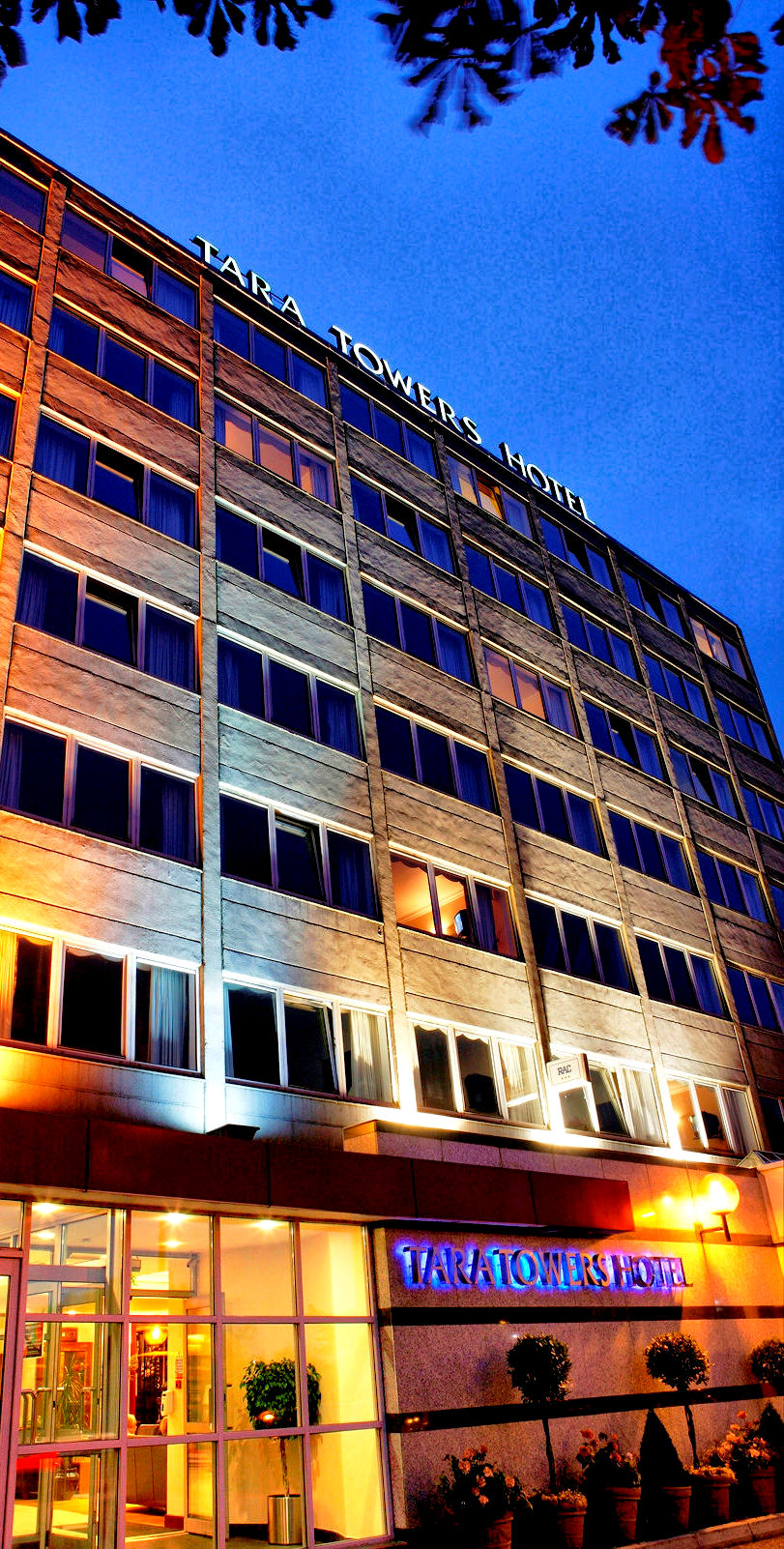
Copthorne Tara Hotel in London-Kensington
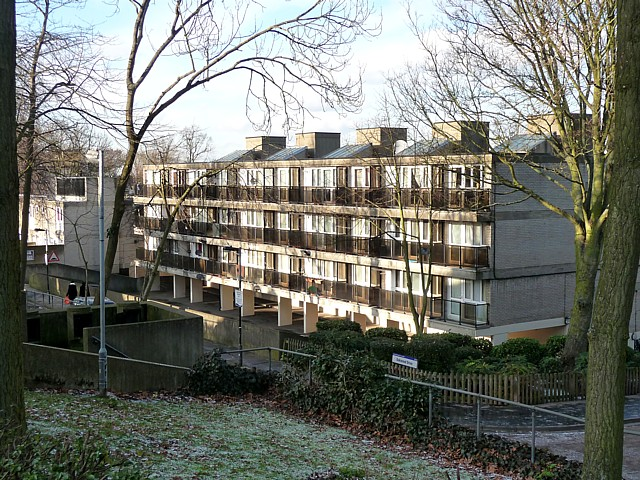
Central Hill Estate in Londen-Lambeth
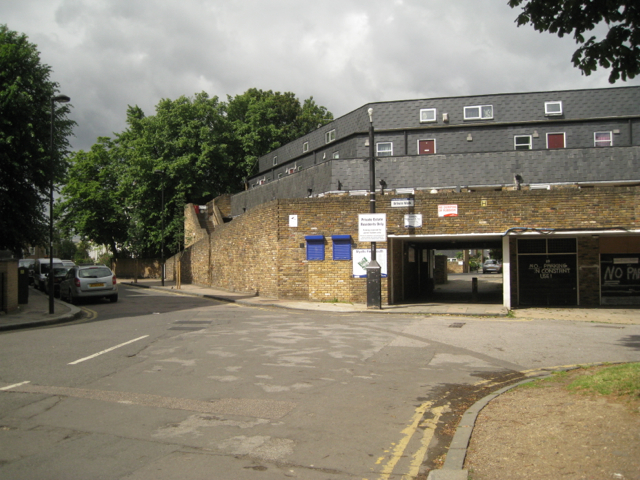
Myatt's Fields South Estate in Zuid-Londen
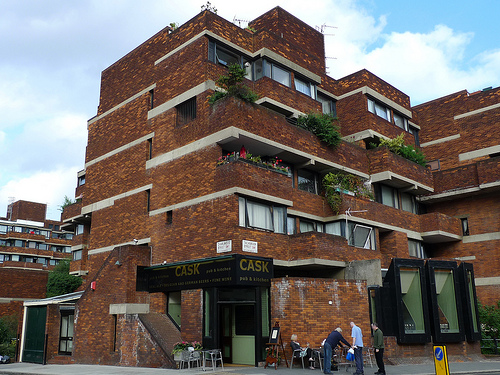
Lillington Gardens in Londen-Pimlico
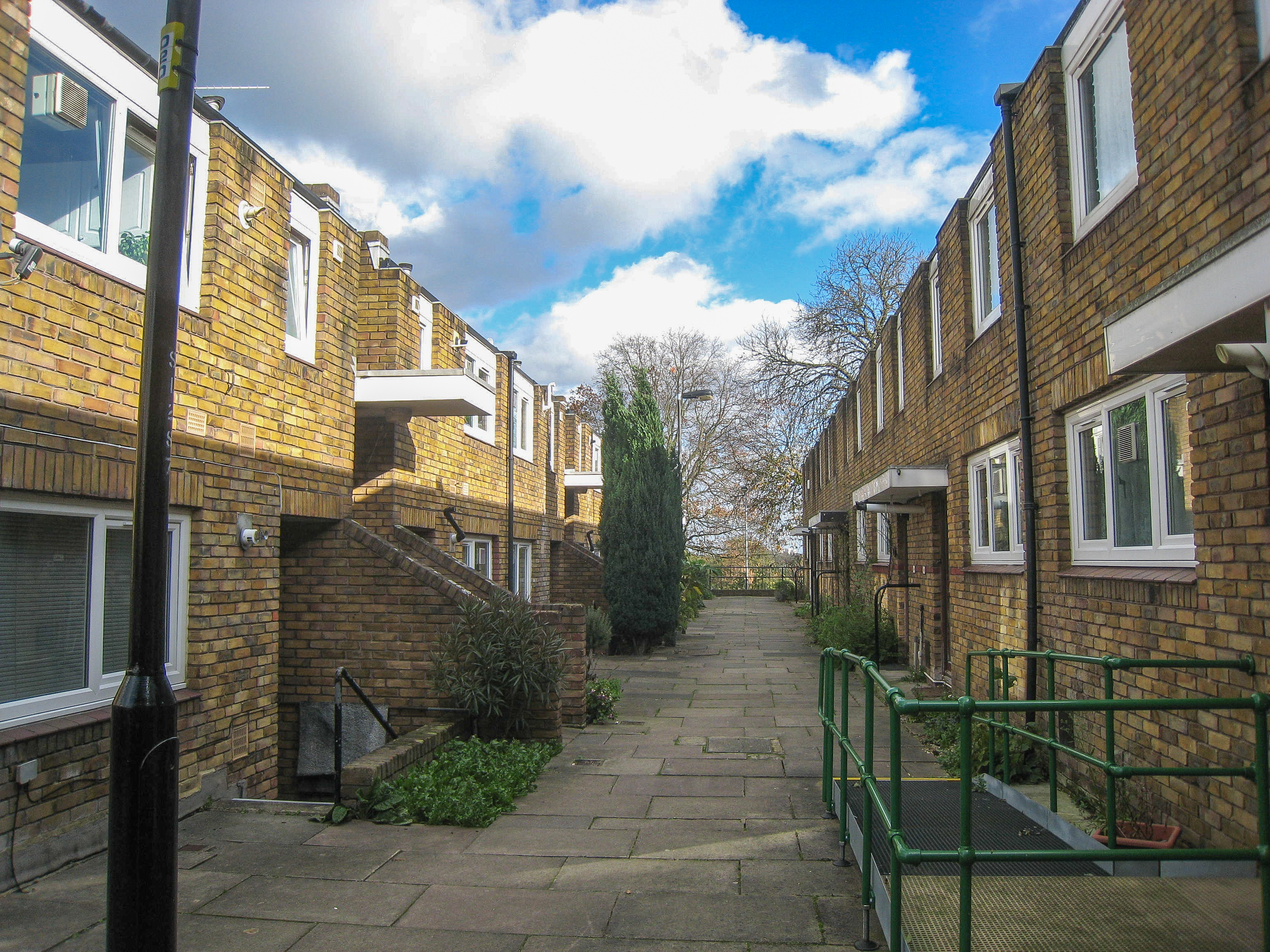
Cressingham Gardens in Londen-Lambeth
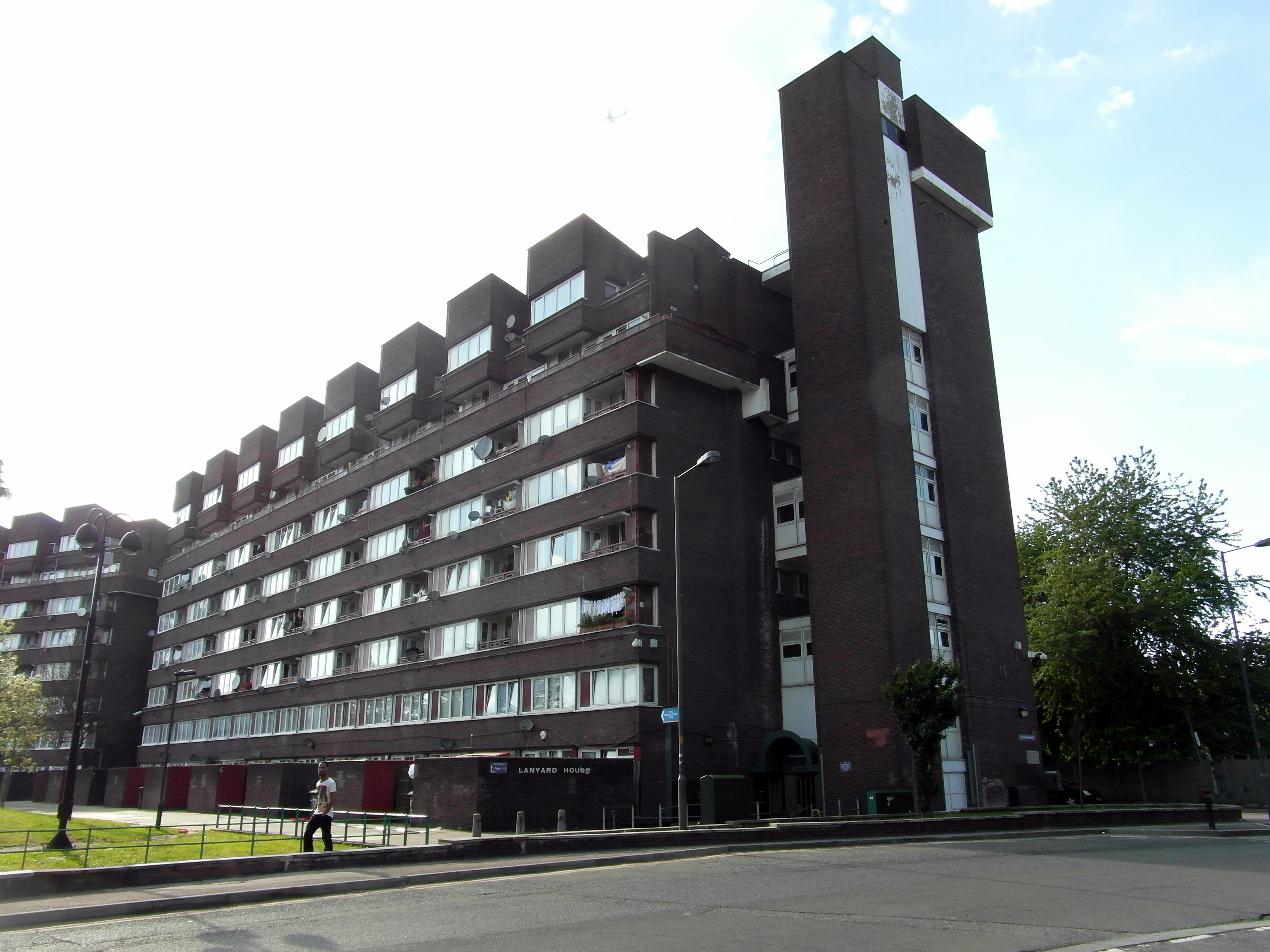
Pepys Estate in Londen-Deptford